# (19197) Akasaki
(19197) Akasaki est un astéroïde de la ceinture principale.

## Description
(19197) Akasaki est un astéroïde de la ceinture principale. Il fut découvert le 6 mars 1992 à Geisei par Tsutomu Seki. Il présente une orbite caractérisée par un demi-grand axe de 3,08 UA, une excentricité de 0,28 et une inclinaison de 14,2° par rapport à l'écliptique.

## Compléments